# Nancy Swider-Peltz
Nancy Swider-Peltz (Chicago, 20 augustus 1956) is een schaatsster uit de Verenigde Staten. Ze vertegenwoordigde haar vaderland op de Olympische Winterspelen 1976 in Innsbruck, de Olympische Winterspelen 1984 in Sarajevo en de Olympische Winterspelen 1988 in Calgary.
In 1976 reed Swider een nieuw wereldrecord op de 3000 meter en in 1980 een nieuw wereldrecord op de 10.000 meter. Verder is ze de moeder van olympisch schaatsster Nancy Swider-Peltz jr. en schaatser Jeffrey Swider-Peltz.

## Resultaten

### Olympische Winterspelen
| Jaar | Plaats    | Resultaten            |
| ---- | --------- | --------------------- |
| 1976 | Innsbruck | 7e 3000 m             |
| 1984 | Sarajevo  | 18e 1500 m 10e 3000 m |
| 1988 | Calgary   | 24e 1000 m 22e 5000 m |

### Wereldkampioenschappen
| Jaar                      | Plaats              | Resultaten              |
| ------------------------- | ------------------- | ----------------------- |
| 1976 Allround 1976 Sprint | Gjøvik West-Berlijn | 11e Allround 5e Sprint  |
| 1977 Allround 1977 Sprint | Keystone Alkmaar    | 21e Allround 14e Sprint |
| 1978 Allround             | Helsinki            | 11e Allround            |
| 1980 Allround             | Hamar               | 23e Allround            |
| 1983 Allround             | Karl-Marx-Stadt     | 20e Allround            |
| 1984 Allround             | Deventer            | 16e Allround            |

### Wereldbeker
| Seizoen   | 1500 m | 3000 m & 5000 m |
| --------- | ------ | --------------- |
| 1987/1988 | 38e    | 28e             |

### Wereldrecords
| Afstand      | Tijd     | Datum         | Plaats  |
| ------------ | -------- | ------------- | ------- |
| 3000 meter   | 4.40,85  | 13 maart 1976 | Inzell  |
| 10.000 meter | 17.37,35 | 16 maart 1980 | Savalen |

## Persoonlijke records
| Afstand      | Tijd     | Datum            | Baan           |
| ------------ | -------- | ---------------- | -------------- |
| 500 meter    | 42,39    | 20 december 2001 | Salt Lake City |
| 1000 meter   | 1.23,32  | 21 december 2001 | Salt Lake City |
| 1500 meter   | 2.08,67  | 21 maart 1998    | Calgary        |
| 3000 meter   | 4.31,99  | 31 januari 1988  | Calgary        |
| 5000 meter   | 7.48,60  | 22 december 2001 | Salt Lake City |
| 10.000 meter | 17.37,35 | 16 maart 1980    | Tynset         |